# Wutingia nigronervosa
Wutingia nigronervosa är en insektsart som beskrevs av Melichar 1926. Wutingia nigronervosa ingår i släktet Wutingia och familjen dvärgstritar. Inga underarter finns listade i Catalogue of Life.